# شنا در المپیک تابستانی ۱۹۲۸
شنا یکی از ورزش‌های بازی‌های المپیک تابستانی ۱۹۲۸ بوده که از ۴ تا ۱۱ آگوست ۱۹۲۸ در دو بخش مردان و زنان برگزار شده است.

## جدول مدال‌ها
| رتبه            | کشور                      | طلا | نقره | برنز | مجموع |
| --------------- | ------------------------- | --- | ---- | ---- | ----- |
| ۱               | ایالات متحده آمریکا (USA) | ۶   | ۲    | ۳    | ۱۱    |
| ۲               | هلند (NED)                | ۱   | ۲    | ۰    | ۳     |
| ۳               | آلمان (GER)               | ۱   | ۱    | ۱    | ۳     |
| ۳               | ژاپن (JPN)                | ۱   | ۱    | ۱    | ۳     |
| ۵               | سوئد (SWE)                | ۱   | ۰    | ۱    | ۲     |
| ۶               | آرژانتین (ARG)            | ۱   | ۰    | ۰    | ۱     |
| ۷               | بریتانیای کبیر (GBR)      | ۰   | ۲    | ۲    | ۴     |
| ۸               | استرالیا (AUS)            | ۰   | ۲    | ۰    | ۲     |
| ۹               | مجارستان (HUN)            | ۰   | ۱    | ۰    | ۱     |
| ۱۰              | آفریقای جنوبی (RSA)       | ۰   | ۰    | ۱    | ۱     |
| ۱۰              | فیلیپین (PHI)             | ۰   | ۰    | ۱    | ۱     |
| ۱۰              | کانادا (CAN)              | ۰   | ۰    | ۱    | ۱     |
| مجموع (۱۲ کشور) | مجموع (۱۲ کشور)           | ۱۱  | ۱۱   | ۱۱   | ۳۳    |

## نتایج

### مردان
| بازی‌ها            | طلا                                                                             | نقره                                                                       | برنز                                                                |
| ۱۰۰ متر آزاد      | جانی ویسمولر · ایالات متحده آمریکا                                              | استفان بارانی · مجارستان                                                   | کاتسوئو تاکایشی · ژاپن                                              |
| ۴۰۰ متر آزاد      | آلبرتو زوریا · آرژانتین                                                         | بوی چارلتون · استرالیا                                                     | آرنه بورگ · سوئد                                                    |
| ۱۵۰۰ متر آزاد     | آرنه بورگ · سوئد                                                                | بوی چارلتون · استرالیا                                                     | باستر کرب · ایالات متحده آمریکا                                     |
| ۱۰۰ متر کرال پشت  | جورج کوجاک · ایالات متحده آمریکا                                                | والتر لاوفر · ایالات متحده آمریکا                                          | پل وایات · ایالات متحده آمریکا                                      |
| ۱۰۰ متر قورباغه   | یوشیوکی تساروتا · ژاپن                                                          | اریش رادماخر · آلمان                                                       | تئوفیلو یلدفونسو · فیلیپین                                          |
| ۴×۲۰۰ آزاد امدادی | ایالات متحده آمریکا (USA) · آستین کلپ · جورج کوجاک · والتر لاوفر · جانی ویسمولر | ژاپن (JPN) · نوبوئو آرایی · توکوهی سادا · کاتسوئو تاکایشی · هیروشی یونیاما | کانادا (CAN) · گارنت اولت · مونرو بورن · والتر اسپنس · جیمز تامپسون |

### زنان
| بازی‌ها            | طلا                                                                                        | نقره                                                                  | برنز                                                                       |
| ۱۰۰ متر آزاد      | آلبینا اسیپوویچ · ایالات متحده آمریکا                                                      | الینور گراتی · ایالات متحده آمریکا                                    | جویس کوپر · بریتانیای کبیر                                                 |
| ۴۰۰ متر آزاد      | مارتا نورلیوس · ایالات متحده آمریکا                                                        | ماری براون · هلند                                                     | جوزفین مک‌کین · ایالات متحده آمریکا                                         |
| ۱۰۰ متر کرال پشت  | ماری براون · هلند                                                                          | الن کینگ (شناگر) · بریتانیای کبیر                                     | جویس کوپر · بریتانیای کبیر                                                 |
| ۲۰۰ متر قورباغه   | هیلده اشرادر · آلمان                                                                       | ماری بارون · هلند                                                     | شارلوته موئه · آلمان                                                       |
| ۴×۱۰۰ آزاد امدادی | ایالات متحده آمریکا (USA) · الینور گراتی · آدلاید لامبرت · مارتا نورلیوس · آلبینا اسیپوویچ | بریتانیای کبیر (GBR) · جویس کوپر · الن کینگ · سیسی استوارت · ورا تانر | آفریقای جنوبی (RSA) · مری بدفورد · فردی فن در خوس · رودا رنی · کاتلین راسل |

## کشورهای شرکت‌کننده
در مجموع ۱۸۲ شناگر از ۲۸ کشور جهان در این مسابقات شرکت کرده بودند:
| - آرژانتین (۴) - استرالیا (۵) - اتریش (۳) - بلژیک (۵) - کانادا (۶) - شیلی (۴) - چکسلواکی (۱) - دانمارک (۵) - فنلاند (۱) - فرانسه (۱۳) |  | - آلمان (۱۹) - بریتانیای کبیر (۲۱) - مجارستان (۸) - ایرلند (۲) - ایتالیا (۵) - ژاپن (۱۰) - لوکزامبورگ (۳) - هلند (۱۴) - نیوزیلند (۴) - نروژ (۱) |  | - پاناما (۱) - فیلیپین (۲) - لهستان (۲) - آفریقای جنوبی (۵) - اسپانیا (۵) - سوئد (۹) - سوئیس (۱) - ایالات متحده آمریکا (۲۳) |